# Trường Đại học Dược khoa Sài Gòn
Trường Đại học Dược khoa Sài Gòn là cơ sở giáo dục phụ thuộc Viện Đại học Sài Gòn của Việt Nam Cộng hòa. Trường Dược khoa hoạt động từ năm 1961 đến 1975 thì giải thể.

## Lịch sử
Trường Dược khoa từ năm 1954 là một cơ sở tổng hợp chung của y khoa lẫn dược khoa. Tháng Tám năm 1961 thời Đệ Nhất Cộng hòa, chính phủ cho tách phân khoa dược khỏi y khoa và lập trường Đại học Dược khoa Sài Gòn, lấy trụ sở chính ở số 169 đường Công lý. Tháng Tư năm 1964, trường sở chuyển về Thành Cộng hòa, số 41 đường Cường Để.
Trường có ba khoa trưởng trong thời gian 1961-1975.
- 1961-1963 Giáo sư Trương Văn Chôm
- 1963-1975 Giáo sư Nguyễn Vĩnh Niên
- 1975 Giáo sư Tô Đồng[3]

## Học trình
Sinh viên nhập học phải có bằng Tú tài II thuộc ban A (khoa học) hoặc B (toán học). Chương trình học kéo dài 5 năm. Khi tốt nghiệp, sinh viên lãnh bằng "Dược sĩ Quốc gia" (Diplôme de Pharmacien d'État).